# Stéphanie Kerbarh
Stéphanie Kerbarh (ur. 31 lipca 1975 w Orleanie) – francuska polityk reprezentująca partię La République En Marche! W wyborach parlamentarnych w czerwcu 2017 r. została wybrana do francuskiego Zgromadzenia Narodowego, w którym reprezentuje departament Sekwany Nadmorskiej.